# Ricard Cardús
Pour les articles homonymes, voir Cardús.
Ricard Cardús González, né le 18 mars 1988 à Barcelone, est un pilote de vitesse moto espagnol.
Il est le neveu de l'ancien pilote de Grand Prix Carlos Cardús.
Au cours de la saison 2015 du championnat du monde Moto 2, il est exclu du Team Tech3, à cause de ses mauvais résultats (n'ayant obtenu aucun point en neuf Grands Prix), mais retrouve un guidon au GP de Brno.

## Résultats

### Par saison
| Saison | Catégorie | Moto     | Course | Victoire | Podium | Pôle | Record du tour | Points | Classement final |
| ------ | --------- | -------- | ------ | -------- | ------ | ---- | -------------- | ------ | ---------------- |
| 2007   | 125 cm3   | Aprilia  | 1      | 0        | 0      | 0    | 0              | 0      | NC               |
| 2008   | 125 cm3   | Derbi    | 2      | 0        | 0      | 0    | 0              | 0      | NC               |
| 2010   | Moto2     | Suter    | 9      | 0        | 0      | 0    | 0              | 0      | NC               |
| 2010   | Moto2     | Bimota   | 9      | 0        | 0      | 0    | 0              | 0      | NC               |
| 2011   | Moto2     | Moriwaki | 13     | 0        | 0      | 0    | 0              | 2      | 31e              |
| 2012   | Moto2     | AJR      | 9      | 0        | 0      | 0    | 0              | 5*     | 24e*             |
| Total  |           |          | 34     | 0        | 0      | 0    | 0              | 7      |                  |

- * Saison en cours.